# 具冠黄堇
具冠黄堇（学名：Corydalis cristata）为罂粟科紫堇属下的一个种。

## 扩展阅读
- 維基物種上的相關：具冠黄堇